# Консервативний Сенат
Консервативний Сенат (з французької: «Sénat conservateur») — дорадчий орган, створений у Франції під час Консульства після Французької революції. Він був заснований у 1799 році згідно з Конституцією VIII року після державного перевороту 18 брюмера під керівництвом Наполеона Бонапарта. Це тривало до 1814 року, коли Наполеон Бонапарт був скинутий і монархія Бурбонів була відновлена. Сенат був ключовим елементом режиму Наполеона. 
З Трибунату і Законодавчого корпусу, Сенат утворилив одне з трьох законодавчих зборів консульства.
Конституції року X (1802) та року XII (18 травня 1804; заснування Першої Французької імперії під керівництвом Наполеона) підсилили важливість Консервативний Сенат.

## Історія

### Збереження конституції

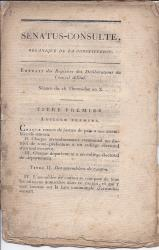
Перша сторінка Конституції X року.

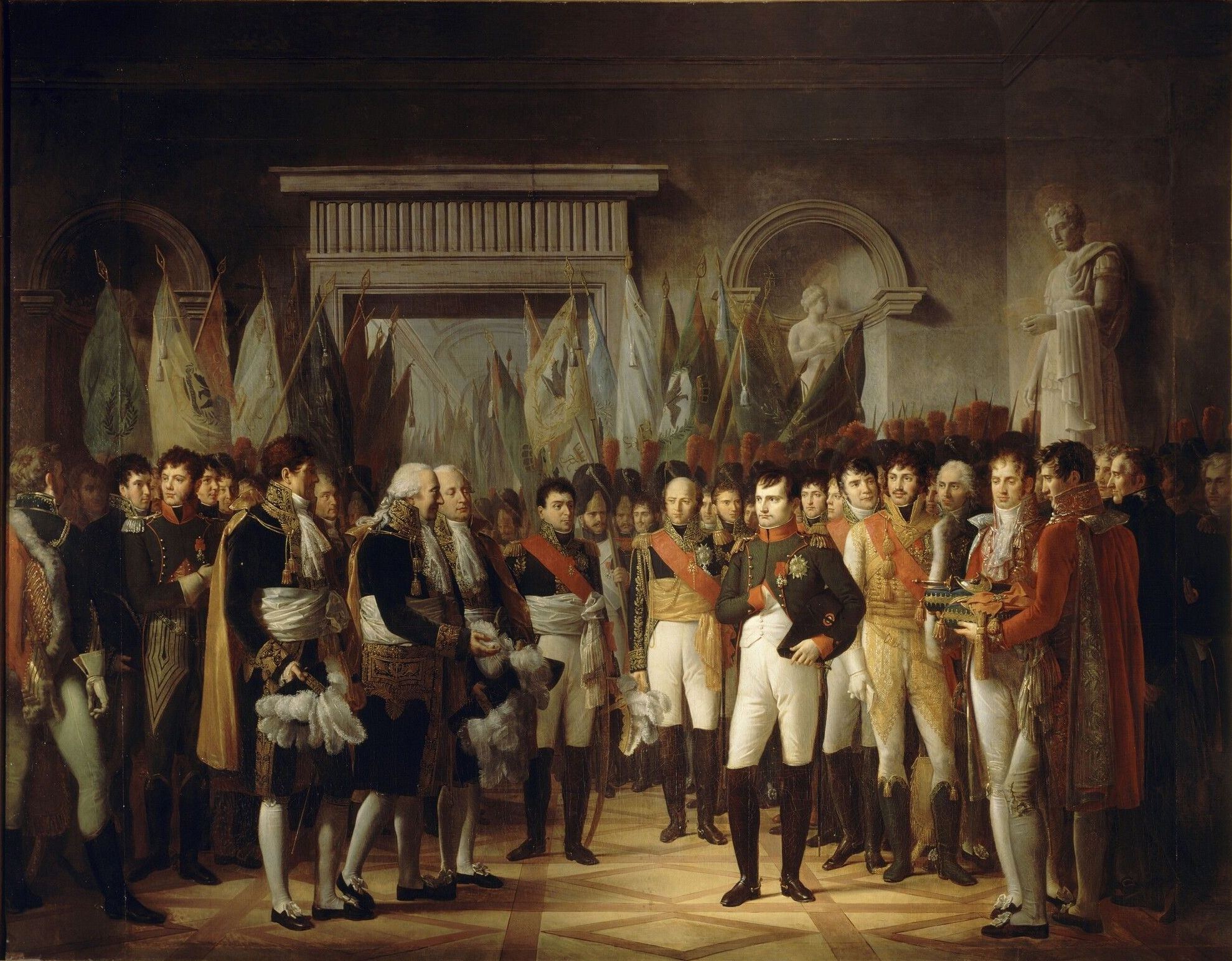
Наполеон приймає делегатів Консерватора Сенату в Stadtschloss, Берлін, 19 листопада 1806 (картина Рене Теодора Бертона, 1808).

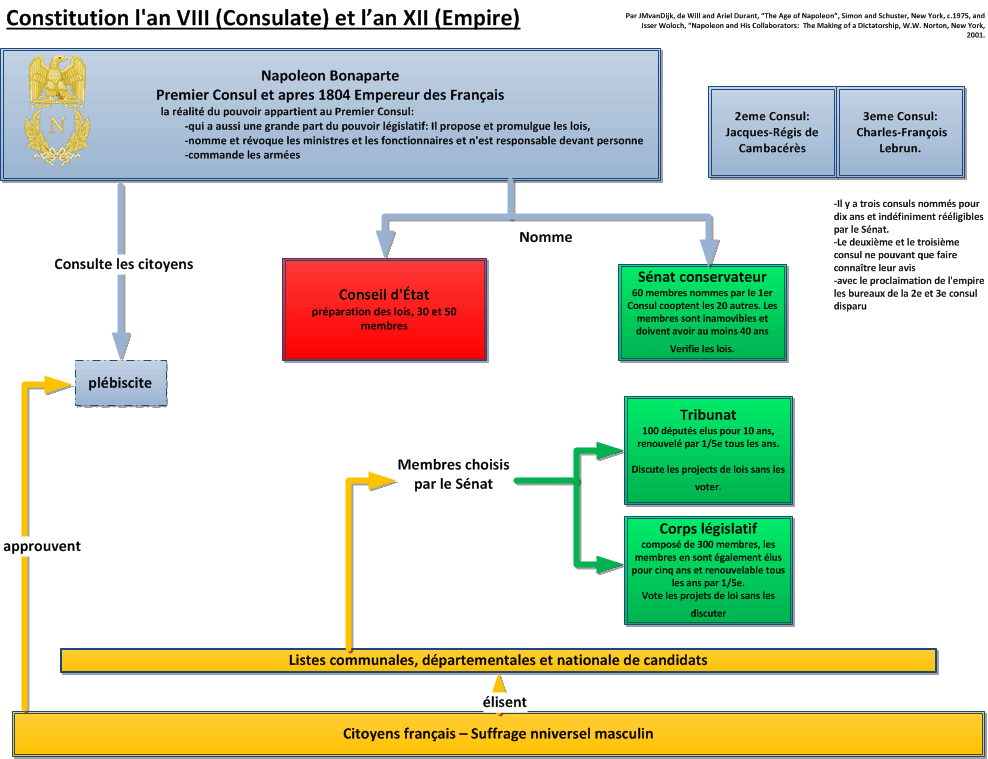
Відносини між різними службами та зборами згідно з Конституцією року VIII.

Створена під прямим впливом нового господаря режиму, першого консула Наполеона Бонапарта, Конституція 22 frimaire року VIII (13 грудня 1799) була першою, яка відтворила сенат. Наполеон мав зробити цього «Sénat conservateur», дорученого стежити за збереженням Конституції, ключовим елементом свого режиму.

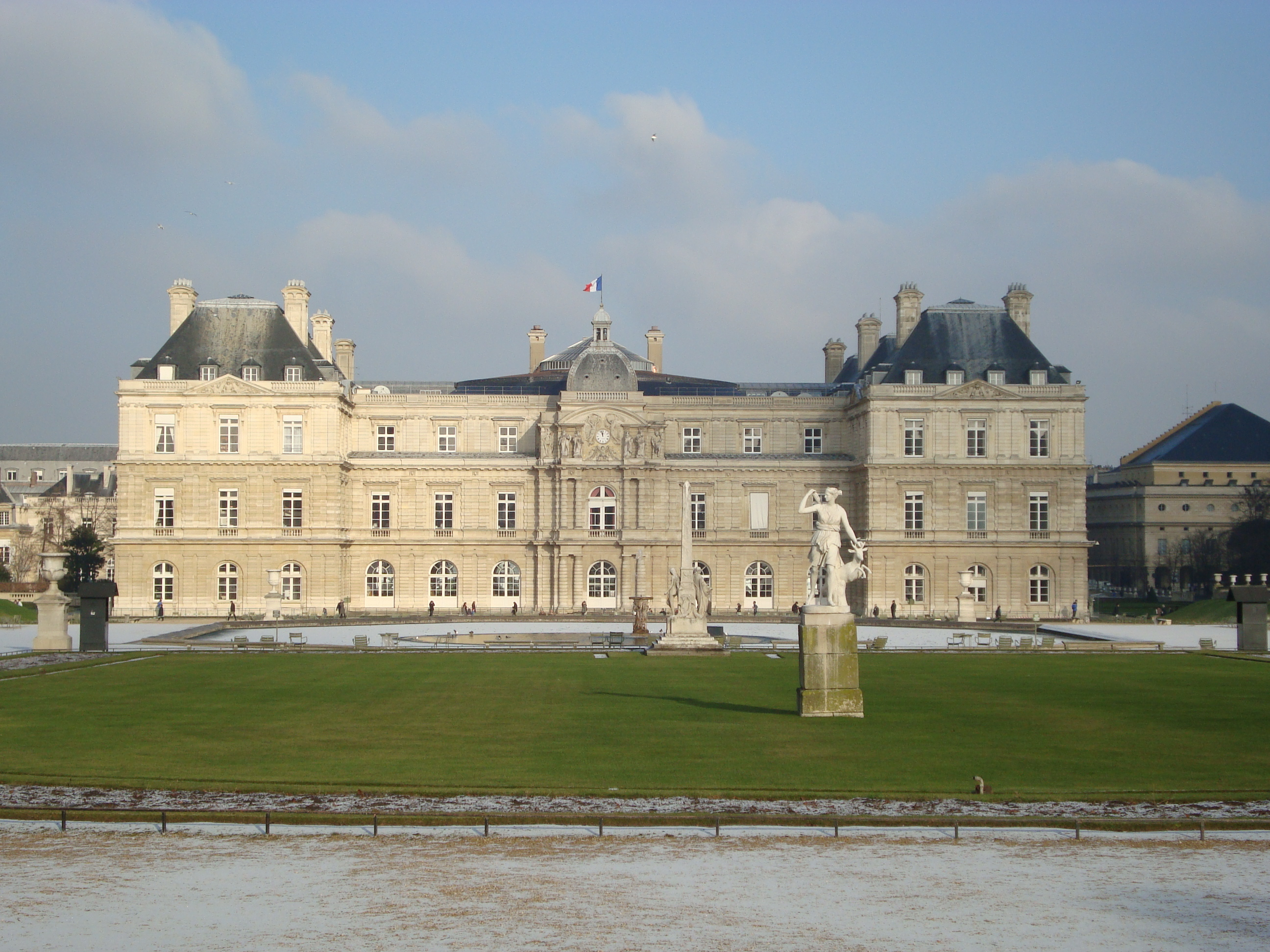
Консервативний Сенат зустрічався в Люксембурзькому палаці.

Цей перший сенат повинен був складатися лише з 60 нерухомих (нерухомих, тобто постійних) членів, віком принаймні 40 років, до яких щороку протягом десяти років мали додаватися два додаткові члени, в результаті чого отримували 20 додаткових членів. Про вибори (навіть непрямі) для формування цієї асамблеї вже не йшлося. Конституція передбачала, що Сієєс і Роже Дюко, другий і третій консули, які залишають посади, можуть стати членами Сенату за посадою . Після консультації з Камбасересом і Лебреном (новими другим і третім консулами, безпосередньо призначеними Конституцією), він також надав консулам, які залишають свої посади, привілей обирати більшість Сенату (тобто 29 інших сенаторів). Потім ця більшість обрала решту членів. Таким чином, Сенат набирав себе і згодом замінював померлих членів, обираючи з-поміж трьох кандидатів, представлених йому Першим консулом, Трибунатом і Законодавчим корпусом.

### Епоха «Сенат-Консульта».

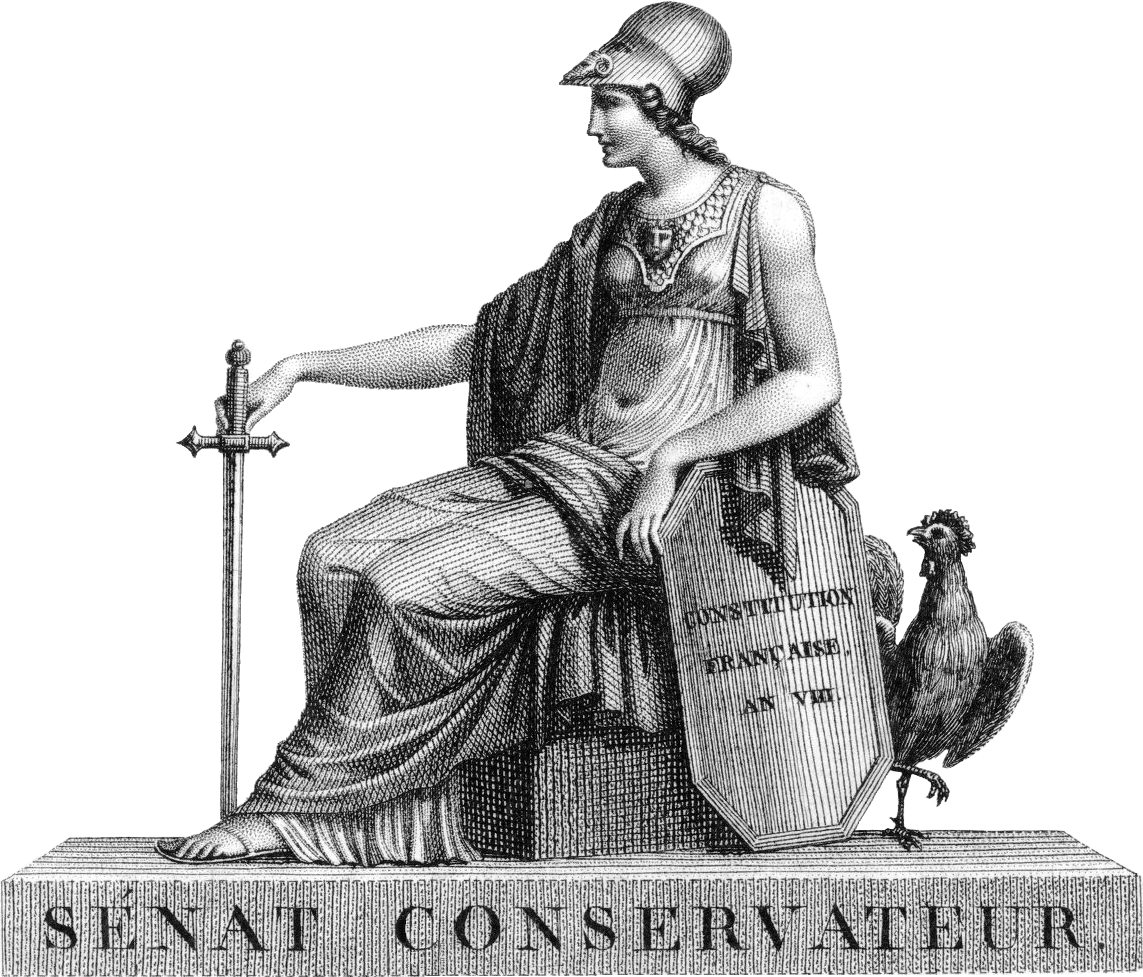
Фірмовий бланк.

У X році (1802) перегляд Конституції посилив позиції сенаторів. Відтоді Сенат керував актами, які мали силу закону, відомими як «sénatus-consultes», у всіх питаннях, не передбачених Конституцією та потребуючих політичних дій з боку режиму. Процедура використовувалася, наприклад, для амністії емігрантів 1802 року.
Кількість сенаторів зросла до 120. Перший консул Бонапарт безпосередньо контролював діяльність і склад Сенату – він скликав його, головував у ньому, залишав за собою право представляти йому своїх кандидатів, особисто призначав трьох кандидатів зі списку громадян, обраних колегіями виборців, а також міг призначати сенаторів від свого складу. власна ініціатива.

#### Приклади "Сенат-Консульт".
- Sénatus-consulte du 22 Ventôse An X (13 березня 1802 р.) щодо того, як буде здійснено оновлення перших чотирьох п’ятих Законодавчого корпусу та Трибунату в рік X і в наступні 3 роки
- Sénatus-consulte du 6 Floréal An X (26 квітня 1802 р.) щодо емігрантів
- Sénatus-consulte du 14 Thermidor An X (2 серпня 1802 р.), проголошуючи Наполеона « першим довічним консулом»
- Sénatus-consulte organique du 16 Thermidor an X (4 серпня 1802 р.), щодо Конституції
- Sénatus-consulte organique du 8 Fructidor an X (26 серпня 1802), возз’єднавши Ельбу на території Французької Республіки
- Sénatus-consulte du 8 Fructidor an X (26 серпня 1802 р.) щодо класифікації членів Corps législatif "en séries" і засобів скорочення членів Tribunat
- Sénatus-consulte du 8 Fructidor an X (26 серпня 1802 р.), що стосується умов, згідно з якими «sénatus-consulte», що оголошує про розпуск Corps législatif та/або Tribunat, буде редаговано
- Sénatus-consulte du 10 Fructidor An X (28 серпня 1802 р.), що визначає міста, мери яких будуть присутні під час складання присяги будь-яким громадянином, названим наступником першого консула.
- Sénatus-consulte organique du 24 Fructidor an X (11 вересня 1802 р.), возз’єднання департаментів По, Доар, Маренго, ла-Сезія, ла-Стура та Ле-Танаро на території Французької Республіки
- Sénatus-consulte du 26 Vendémiaire An XI (18 жовтня 1802), призупинення функцій присяжних у кількох департаментах протягом років XI і XII
- Sénatus-consulte organique du 26 Vendémiaire An XI (18 жовтня 1802), що стосується іноземців, які стають натуралізованими громадянами Франції, за послуги, надані Республіці, імпорт корисних винаходів або заснування великих установ.
- Sénatus-consulte du 8 Ventôse an XII (28 лютого 1804 р.), призупиняючи функції присяжних для судових процесів про державну зраду на роки XII і XIII.
- Sénatus-consulte du 27 mars 1805, щодо надання французького громадянства принцу Камілло Філіппо Людовіко Боргезе
- Sénatus-consulte du 9 septembre 1805, про відновлення григоріанського календаря
- Sénatus-consulte organique du 28 octobre 1805, щодо повернення Gênes тощо до Французької імперії та депутацій, які мають бути надані до Corps législatif від департаментів Gênes, Montenotte та les Apennins

## Президенти з Консервативним Сенатом

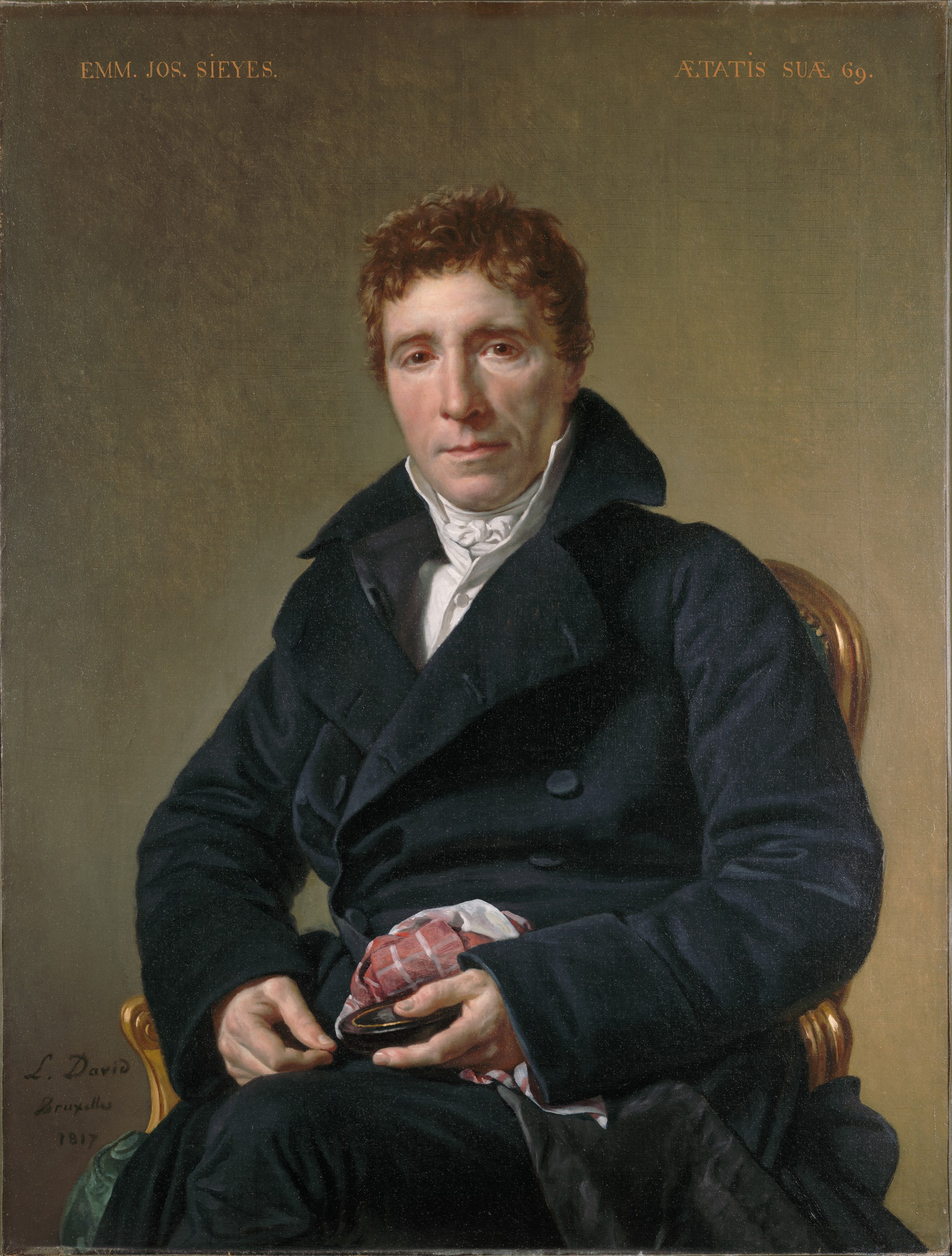
Абат Сієєс, президент Консервативного Сенату 1799–1801.

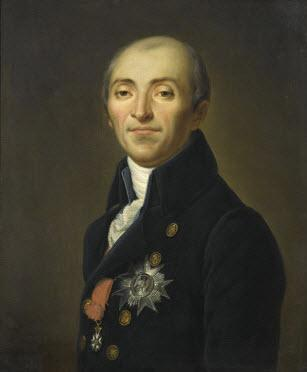
Бернар Жермен де Ласепед, президент Консервативного Сенату 1811–1813.

### Консульство
- Починаючи з першого засідання 4 Nivôse Year VIII (25 грудня 1799) і далі, головував найстарший із перших членів, які засідали на той час:
- 5 рівня, рік VIII (27 грудня 1799) – 13 лютого 1800: Еммануель Жозеф Сієс
- 13 лютого 1800 – 27 лютого 1801: Франсуа Бартелемі
- 27 лютого 1801 – 2 серпня 1801: Франсуа Дені Тронше
- 2 серпня 1801 – 18 січня 1802: Франсуа Крістоф Келлерман
- 18 січня 1802 – 4 серпня 1802: Луї-Ніколя Лемерсьє

### Імперія[1]
- 19 травня 1804 – 19 травня 1806: Ніколя-Луї Франсуа де Нефшато
- 19 травня 1806 – 1 липня 1807: Гаспар Монж
- 1 липня 1807 – 1 липня 1808: Бернар Жермен де Ласепед
- 1 липня 1808 – 1 липня 1809: граф де Сен-Вальє
- 1 липня 1809 – 1 липня 1811: Жермен Гарньє
- 1 липня 1811 – 1 липня 1813: Бернар Жермен де Ласепед